# Lačnov
Lačnov (en allemand : Latschnow) est une commune du district de Vsetín, dans la région de Zlín, en République tchèque. Sa population s'élevait à 849 habitants en 2020.

## Géographie
Lačnov se trouve à 18 km au sud de Vsetín, à 27 km à l'est-sud-est de Zlín et à 277 km à l'est-sud-est de Prague.
La commune est limitée par Pozděchov et Lužná au nord, par Lidečko et Horní Lideč à l'est, par Poteč au sud, par Valašské Klobouky au sud-ouest et par Tichov à l'ouest.

## Histoire
La première mention écrite du village date de 1422.